# Bitwa pod Awarajr
Bitwa pod Awarajr (zwana także bitwą pod Wardananc) – starcie zbrojne pomiędzy powstańcami ormiańskimi, pod wodzą Wardana Mamikoniana, a wojskami perskimi, pod wodzą szacha Jazdagirda II w ciągu jednego dnia, na równinie Awarajr, w Armenii. Podawane są różne daty, m.in.: 25 maja, 26 maja, oraz 2 czerwca 451 r.

## Podłoże bitwy
Do bitwy doprowadziło wiele czynników. Osłabienie wpływów Imperium bizantyńskiego w Armenii, przy jednoczesnym wzroście wpływów Persji w tym rejonie doprowadziło do zajęcia większej części Armenii przez wojska perskie i w rezultacie utworzenie z Armenii odrębnej prowincji, tzw. marz. Na czele prowincji stanął tzw. marzban, którym w 441 r. został ormiański arystokrata (nacharar) – Wasak Sjuni. Do jego obowiązków należało płacenie daniny z prowincji i dostarczanie pomocy wojskowej.
W tym czasie zaczęła się formować probizantyńska opozycja wśród nachararów, kierowana początkowo przez ród Arszakuni, a następnie przez młodego i prężnego księcia Wardana Mamikoniana. Sprzeciwiali się oni władzy perskiej, nałożonym wysokim podatkom, pozbawieniu ich wielu przywilejów, oraz szeroko zakrojonej infiltracji kulturowej Persów (np.: odgórny nacisk, by Ormianie przyjmowali zoroastryzm).
To i wiele innych czynników spowodowało wybuch ogólnonarodowego powstania w 450 r. pod wodzą Mamikoniana. Powstańcy zdobyli większość strategicznych punktów w Armenii i utworzyli w Artaszacie nowy rząd, jednak próba znalezienia pomocy w Bizancjum targanym wewnętrznymi napięciami, spełzła na niczym i powstańcy pozostali zdani na własne siły.

## Siły przeciwników
Armia perska liczyła 200 000 (według różnych źródeł 100 - 300 000) piechoty, konnicy i słoni bojowych.

Oddziały ormiańskich powstańców oscylowały wokół 66 000 Składali się na nią chłopi oraz nieliczni żołnierze, motywowani przez religię.

## Przebieg bitwy
W kwietniu 451 r. wojska perskie wkroczyły do Armenii i szybkimi ruchami dotarły na równinę Awarajr. Naprzeciw siebie stanęły dwie armie, których obozy przedzielała rzeka Thmut. W czasie bitwy Wasak Sjuni, wraz z ośmioma swoimi generałami przeszedł na perską stronę. Powodem tego posunięcia Wasaka był fakt, że szach Jazdagird II wydał dekret zapewniający powstańcom przebaczenie, uwolnienie jeńców i zwrot skonfiskowanych dóbr, w zamian za przysięgę bezwzględnej wierności. To spowodowało odpływ 40 000 Ormian z szeregów armii powstańczej. Jednak Mamikonian nie uległ namowom wysłanników szacha i kontynuował swoje działania, lecz jego osłabione oddziały zostały rozbite.

## Konsekwencje
Po zwycięstwie Jazdagird II uwięził niektórych ormiańskich księży i ustanowił nowe władze Armenii.
Bitwa przyniosła też długoterminowe skutki. Zmagania Ormian z Sasanidami odciągnęły ich uwagę od soboru chalcedońskiego w efekcie czego nie było na nim przedstawicieli Kościoła Ormiańskiego. Tym samym ominęły go postanowienia soboru i zwiększyło jego izolację od chrześcijaństwa zachodniego. Opór Ormian, który kontynuował brat Wartana - Wahan Mamikonian, miał swój finał w 484 r., kiedy to zawarto traktat w Nwarsak. Gwarantował on szereg swobód dla ludności ormiańskiej, głównie dotyczących wolności religijnej. Pokazało to, że opór Ormian (co ukazał sam fakt bitwy) nie był daremny. Mimo porażki, była ona moralnym zwycięstwem powstańców. Zaś jedna z możliwych dat bitwy – 26 maja – uznano za święto narodowe (nazywane Wardananc Ton), które w Armenii ma wysoką rangę.